# Chondrosida
Хонросиди (лат. Chondrosida) — ряд губок класу звичайні губки (Demospongiae).

## Класифікація
Має 2 родини:
- Родина Chondrillidae Gray, 1872
- Родина Halisarcidae Schmidt, 1862